# Charles Dusart

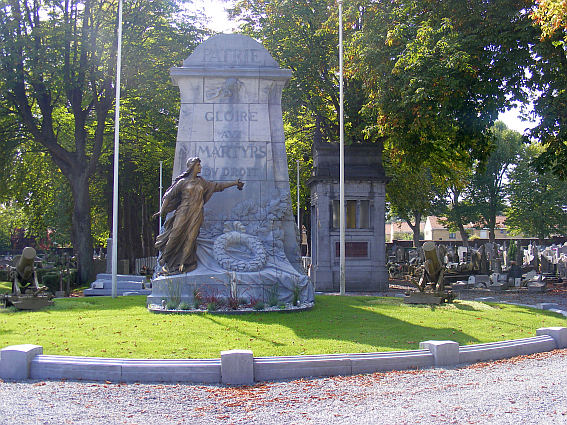
Monument voor Kolonel Dusart en zijn manschappen op het kerkhof van Rhées (Herstal)

Charles Edouard Dusart (Gent, 25 december 1860 - Herstal, 5 of 6 augustus 1914) was een Belgisch officier.

## Biografie
Dusart ging naar de Koninklijke Militaire School te Brussel. Op 19-jarige leeftijd werd hij onderluitenant.
In 1890 vertrok hij naar Kongo, toen nog privé-eigendom van koning Leopold II. Hij verbleef er 3 jaar en streed er tegen Arabische slavenhandelaars vooraleer hij terugkeerde naar België. In 1910 werd hij bevorderd tot luitenant-kolonel en in 1913 tot kolonel en bevelhebber van het 11e Linieregiment, gekazerneerd te Hasselt.
In Hasselt was hij een graag gezien man. Tijdens langeafstandsmarsen had de kolonel de gewoonte halt te houden in een dorpsherberg. Hij dronk dan een glas met zijn mannen. Hij was een opgemerkt figuur als hij te paard over de Hasseltse Groene Boulevard reed. In de morgen van 29 juli 1914 verzamelde hij zijn regiment op het Wapenplein (nu Kolonel Dusartplein) om de Duitsers aan te vallen tijdens hun beleg van Luik. Hij sneuvelde te Rhées, een gehucht van Herstal, in de nacht van 5 op 6 augustus 1914. Hij was de eerste Belgische hogere officier die sneuvelde tijdens de Eerste Wereldoorlog. Dusart werd begraven op het kerkhof van Rhées waar een grafmonument werd opgericht voor de 170 gesneuvelden.
In Hasselt werden het Kolonel Dusartplein (het vroegere Wapenplein) en de inmiddels afgebroken Kolonel Dusartkazerne naar hem genoemd. Ook hier is een oorlogsmonument te vinden, alsook een deel van de gevel van de vroegere kazerne.